# Сачков, Александр Дмитриевич
Александр Дмитриевич Сачков (1834 — октябрь 1907) — купец первой гильдии, городской глава Симбирска в 1893—1896 годах, гласный Симбирской Городской Думы, член учётного комитета Госбанка, попечитель учебных заведений Симбирска.

## Биография

### Ранние годы
Александр Дмитриевич Сачков родился в 1834 году в семье крепостного крестьянина Дмитрия Павловича Сачкова. Дмитрий Павлович был дворовым человеком Анненковых, служил поваром в их имении при селе Анненково Карсунского уезда. Д. П. Сачков был семейным человеком, любящим и заботливым отцом. Заметив, что Александр отличается хватким живым умом, отправил его в школу, открытую помещиком для детей дворовых. Видя, что ученье приносит пользу и даётся сыну легко, послал его учиться в Симбирское уездное училище. Таким образом, Александр Дмитриевич получил приличное для его социального положения образование.

### Деятельность после переезда в Симбирск
А. Д. Сачков переехал в Симбирск со своей семьей после пожара в августе 1864 года. Начал работать поверенным в делах занимавшегося в то время виноторговлей Михаила Петровича Родионова, у которого впоследствии и приобрёл доходные дома.
После смерти отца в 1866 году Александр Дмитриевич женился на купеческой дочери Екатерине Тимофеевне Любимовой и стал опорой всего семейства Сачковых. К этому моменту у него уже было достаточно опыта в винной торговле, а состояние позволяло обзаводиться собственностью.
Начиная с 1868 года А. Д. Сачков скупал на торгах землю у разорявшихся симбирских и самарских помещиков, которую потом перепродавал или сдавал в аренду хлебопашцам. Часть земли получил посредством самозахвата.
Главной статьей дохода купца являлась винная торговля. В 1870 году он выкупил у бывшего хозяина М. П. Родионова оптовый склад хлебных вин и питейное заведение на Московской улице. Второй питейный дом устроил на той же улице в доме портного Андреева Ф. А. Получив свидетельство купца второй гильдии, развернул собственную виноторговлю. Спустя три года он устроил винокуренный завод в только что приобретённом имении в селе Вырыпаевке недалеко от губернского города.
В 1870 году, будучи купцом 2-й гильдии, Сачков вошёл в число гласных городской думы, и до самой смерти безотказно работал в разных думских комиссиях. В 1875 году Дума избрала его в состав учётного комитета городского банка. В этой должности он находился без малого пятнадцать лет.
В 1885 году он вошёл в совет попечительства Симбирского ремесленного училища графа В. В. Орлова-Давыдова. Когда в Симбирске открылось Коммерческое училище, вошёл в его попечительский совет.
В 1885 году он выторговал у дворянки Н. П. Березниковой пивоваренный завод в пригородной слободе Туть, а в 1886 году приобрёл у Бестужевых целое имение с винокуренным и конным заводами в селе Репьёвка Карсунского уезда.
В губернии Александра Дмитриевича за глаза называли «водочным королём». На него равнялись все виноторговцы губернии. И даже с введением в 1893 году «винной монополии» и новых правил винной торговли, по которым запрещалась свободная торговля спиртным, а всю продукцию необходимо было сдавать государству в соответствии с выданной квотой на производство спирта, дела Сачкова не пошатнулись. Его заведения крепко стояли на ногах. Карсунский дворянин А. П. Родионов, побывав на пивоваренном заводе Сачкова в Симбирске, отметил: «Прекрасные каменные здания завода и подвалов, а также внутреннее устройство замечательное. Пивовар немец из Лотарингии. Завод выделывает пива 30 тысяч вёдер в год».
Особенно гордился купец ректификационным спиртом, который производился на его винокуренных заводах в Вырыпаевке и Репьёвке. За его качество он получил две золотые медали (одну из них на выставке в Амстердаме) и золотую звезду на выставке в Тунисе. В 1891 году купец первой гильдии Сачков был возведён в потомственное почётное гражданство.
Сачков занимался благотворительностью и попечительством. За устройство на своё иждивение столовых для снабжения детей горячим питанием и хлебом во время неурожая и голода в Симбирской губернии в 1891 году он получил благодарность от императрицы. В декабре 1894 года на благотворительной выставке картин в Симбирске, устроенной вице-губернатором Сергеем Дмитриевичем Ржевским в пользу Красного Креста, Сачков купил самую дорогую картину (800 рублей) одесского художника Лагорио.
С 1898 по 1903 год в селе Вырыпаевка Александром Дмитриевичем была построена каменная церковь во имя Казанской Божией Матери.
Как крупный землевладелец он входил в число гласных Карсунского и Симбирского уездных земских собраний, был почётным членом совета губернского попечительства детских приютов. В этих уездах ему принадлежало до 8,5 тысяч десятин земли.
Министерство Земледелия среди образцовых хозяйств 1898 года называет имение «Вырыпаевка», принадлежащее А. Сачкову. «Находится в Симбирском уезде и занимает 2117 десятин, из них усадебной земли — 21, пахотной — 1000, лугов — 283, выгонов — 45, леса — 719. Главное управление имением и заводом сосредоточено в руках самого владельца». В имении занимались коневодством, свиноводством, садоводством, возделыванием леса и картофеля. Там землевладелец устроил свою загородную усадьбу с домом и фруктовым садом.

### Деятельность в качестве городского главы
12 апреля 1893 года горожане избрали Александра Дмитриевича Сачкова на четырёхлетний срок городским головой.
Благодаря стараниям А. Сачкова, в 1895 году в Симбирске открылось второе ремесленное училище имени М. В. Лебедева. 30 июня того же года была создана Симбирская губернская учёная архивная комиссия. В комиссию наряду с родовитыми землевладельцами — дворянами — вошли и именитые купцы-симбиряне, в том числе и сам Сачков.

Как городской голова и предприниматель Сачков хлопотал вместе с губернатором о подведении к Симбирску железной дороги, рассылал местным богачам официальные приглашения подписаться на акции Симбирско—Алатырской железной дороги, надеясь на то, что если соберётся достаточное количество подписчиков (до 5 млн руб.), то правительство утвердит это направление, однако этого не произошло.

### Смерть и наследство
К началу XX века семья Сачковых владела в центре Симбирска пятью домами, которые почти в неизменном виде дошли до наших дней (дома по улице Ленина 65, 67, 95, 97 и дом на улице Л. Толстого, 73, построенный по проекту А. А. Шодэ). Некоторые из них какое-то время использовались Сачковыми как доходные дома, другие ещё при жизни Александр Дмитриевич отдал детям — сыну Александру и дочери Марии после её выхода замуж за дворянина Леонида Ивановича Афанасьева.
Александр Дмитриевич скончался в октябре 1907 года. Похоронен согласно завещанию в с. Вырыпаевка. Вся его недвижимость, включая винокуренные предприятия и городские дома в верхней части улицы Московской, поступили в ведение его вдовы Екатерины Тимофеевны Сачковой. В управлении всем этим большим хозяйством ей помогал сын и семья дочери.
После смерти А. Д. Сачкова на его личном счёте в Управе осталось более семи тысяч рублей, которые наследники передали городу, распорядившись о содержании на эти средства двух коек в богадельне и двух кроватей в больнице для неизлечимых больных. Сын покойного в память об отце учредил в Симбирской классической гимназии стипендию имени А. Д. Сачкова для детей служащих городской управы.

### Семья
Сын — Александр Александрович Сачков (1867 — 9.11.1925) при жизни отца вёл беспечную жизнь. Одним из первых в Симбирске А. А. Сачков приобрёл дорогой автомобиль, который был не роскошью, а средством передвижения из города в Репьёвскую усадьбу, находившуюся в ста верстах от города, для всей купеческой семьи. В 1910 году автомобиль Сачкова арендовало губернское правление для поездки министра внутренних дел Петра Аркадьевича Столыпина и его свиты на осмотр хуторских хозяйств Симбирского уезда.
Дочь — Мария была замужем за потомственным дворянином, главой города Симбирск (1909 — 1917) Афанасьевым Леонидом Ивановичем. Имели детей — Леонида (1901 г. р.), Александра (1905 г. р.), Ирину (1908 г. р.).